# Sule Stack
Sule Stack, auch Stack Skerry (engl. stack = Felsnadel, skerry = Schäre), ist eine steile, felsige und unbewohnte nordatlantische Insel im Westen der schottischen Orkneyinseln. Die Insel hat eine Fläche von 2,9 Hektar und erreicht eine Höhe von 36 Metern.
Etwa zehn Kilometer nordöstlich von Sule Stack liegt die größere Insel Sule Skerry, eine flache und grasbewachsene Insel mit einem Leuchtturm. Beide Inseln liegen auf der Skerry Bank, einer ansonsten untermeerischen Erhebung und zählen zum UNESCO-Biosphärenreservat, das als „Sule Skerry and Sule Stack“ bekannt ist.